# Kenneth Herkenhoff
| 3489 Lottie | 10 gennaio 1983 |
| 3532 Tracie | 10 gennaio 1983 |

Kenneth Herkenhoff (...) è un astronomo statunitense.
Ha ottenuto la laurea in geologia nel 1981 all'Università della California - Berkeley e il Master of Science nella stessa disciplina nel 1985 al California Institute of Technology. Nel 1989 ha conseguito presso il medesimo istituto il dottorato in scienze planetarie.
Ha iniziato a lavorare nel 1989 presso l'NRC per poi passare nel 1991 al Jet Propulsion Laboratory e nel 1998 presso l'USGS.
Il Minor Planet Center gli accredita la scoperta di due asteroidi, entrambe effettuate nel 1983 in collaborazione con Gregory Wayne Ojakangas.